# Автобан A43 (Німеччина)
Федеральний автобан A43 (A43, нім. Bundesautobahn 43)  – автобан у Північному Рейні-Вестфалія починається на роз’їзді Мюнстер-Південь (або оновленій вулиці Веселер) і пролягає через Реклінгхаузен або Марл-Зінсен до перехрестя Вупперталь-Норд через західний Мюнстерланд і Рурський регіон. Вона служить розвантажувальною автострадою для A1, оскільки рух транспорту також проходить через цю дотичну до Рурської області та з неї. Поступово його буде розширено до шести смуг між Марл-Зінсеном і Віттен-Хевеном.
Між розв'язкою Мюнстер-Південь і розв'язкою Marl-Nord A43 (разом з A52/B224) служить кутовим з'єднанням між A1 у напрямку Гамбурга/Бремена та A2 у напрямку Дюссельдорфа /Обергаузена і тому також використовується в міжміському сполученні між Данією та Нідерландами / Бельгія відіграє важливу роль. Через пошкодження мосту на віадуку Емшер біля Герне з квітня 2021 року на A43 між розв’язками Реклінгхаузен і Герне дозволено проїжджати лише транспортним засобам із дозволеною загальною масою до 3,5 тонн. Об’їзд транспортних засобів понад 3,5 тонни здійснюватиметься по трасах 2, 42 та 45.

## Історія планування та будівництва

### Ділянка Мюнстер – Вупперталь
У 1960-х роках між Мюнстером, Реклінгхаузеном, Бохумом і Вупперталем було заплановано будівництво федеральної магістралі (EB) 51, подібної до автобану. У середині 1960-х років велося будівництво ділянок від Реклінгхаузена/Гертена до Бохум-Рімке, Бохум-Рімке до розв’язка-Бохума та розв’язка-Мюнстер-Південь до об’їзної дороги Мюнстера, будівництво якої було завершено в 1950-х роках. Потім був побудований маршрут від Кройц-Бохум до Кройц-Вупперталь-Норд і від Кройц-Мюнстера до AS Send.
У плані розширення федеральних магістральних доріг у 1971-1985 роках ділянка між Мюнстером і північною частиною подвійного перехрестя Реклінгхаузен/Гертен все ще була включена як федеральна магістраль 51, тоді як ділянка між Реклінгхаузеном і Вупперталем мала отримав статус автомобільної дороги (внутрішнє позначення А77 ). Уже в 1973 році весь маршрут між перехрестями Мюнстер-Південь і Вуперталь-Північ був названий «Autobahn 77».

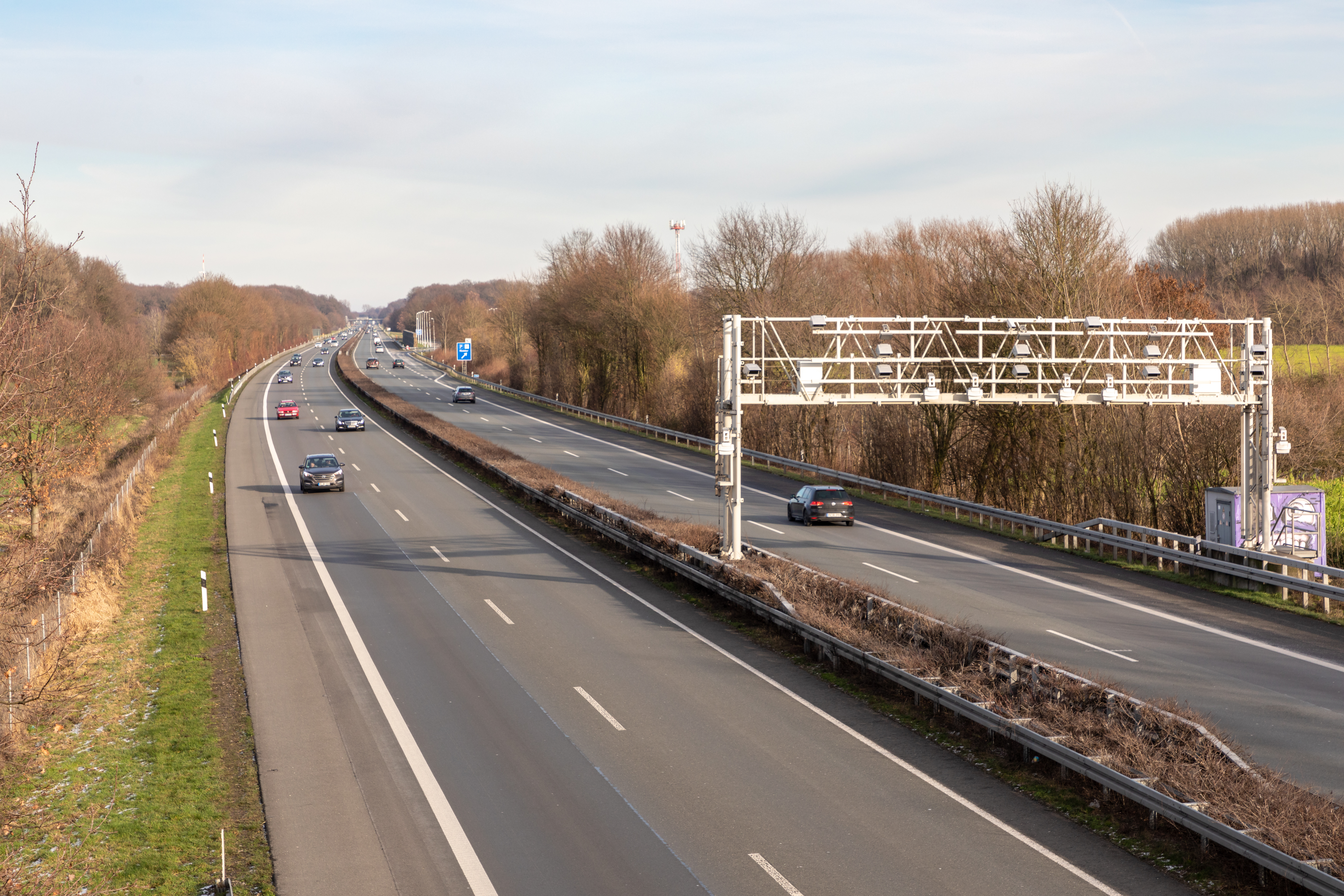
A43 в передмісті Дюльмена.

З введенням нової нумерації автобану з 1 січня 1975 року вся ділянка була позначена як A43, хоча пізніше мала бути внесена зміна між запланованою розв'язкою автобану на південь від Шпрокховеля та розв'язкою Вупперталь-Норд.
Останній розрив між AS Nottuln і AS Lavesum було ліквідовано в 1981 році. Це зробило автобан між Мюнстером і Вупперталем цілком прохідним.

### Ділянка Мюнстер – Гютерсло
Уже в 1960-х роках було розпочато нове будівництво федеральної траси 51 між Мюнстером/Сент-Мауріцом, схоже на автостраду. Мауріц і Тельгте передбачили, до якої приєднається нова двосмугова федеральна магістраль між Тельгте, Мільте на північ від Варендорфа та Зассенбергом. У плані розширення федеральних магістральних доріг у 1971-1985 роках чотирисмугова нова будівля між Мюнстером, Тельгте, Зассенбергом, Гарзевінкелем, Марієнфельдом і Гютерсло була запланована як B 51, B 64n і B513. У Гютерсло маршрут мав влитися в нову чотирисмугову федеральну трасу 61 (пізніше: Автобан A47 (Німеччина)).

### Ділянка Шпрокхьовель – Леверкузен
У плані розширення федеральних магістральних доріг у 1971-1985 роках перехрестя сьогоднішнього A43 з B51, яке планувалося схоже на автомагістраль, було заплановано на південь від Шпрокгефеля, який мав бути прокладений з району Гельзенкірхена через Ваттеншайд. На хресті мала з’єднатися інша автомагістраль, яка отримала внутрішнє позначення «А 160». Планувалося, що A160 перетне сьогоднішню A1 на південь від розв'язки Гевельсберг. Подальший курс планувався на захід від Гевельсберга, на схід від Швельма до хреста на захід від Радеформвальда. A160 повинна вести від цього перехрестя до Вермельскірхена і бути з'єднана з сьогоднішньою A1.